# 大野川
大野川（おおのがわ）は、大分県南部・中部、熊本県東部、宮崎県北部を流れる大野川水系の本流で一級河川である。

## 地理
宮崎県高千穂町北部、大分県と宮崎県境をなす祖母・傾山の祖母山（標高1,757m）に源流を発し北流。阿蘇山（標高1,592m）を中心としたカルデラの一部も源流となる。これらが大分県竹田市、豊後大野市の中北部、臼杵市野津町を流れ、大分市で別府湾（瀬戸内海の西部）に注ぐ。

### 上・中流
竹田市では、阿蘇山の外輪山からの伏流水が湧き出している湧水地が多く点在する。

### 下流
下流では大分川とともに大分平野を形成し、流域には肥沃な農地が広がる。高田地区では、分流の乙津川との間に高田輪中と呼ばれる輪中が発達している。

## 語源
『豊後国風土記』によると、「大野郡」は「悉皆原野なり」、つまりほとんどが原野であったことに由来する。川の名前は郡名から由来すると思われる。

## 歴史

### 古代
大野川流域には、奥嶽川の合流地点付近の岩戸遺跡を初めとする旧石器時代から弥生時代、古墳時代にかけての遺跡が多数点在しており、古くから人が居住していたことが確認されている。

### 中世
大野川はかつて、その下流にあたる現在の大分市戸次付近では、戸次川（へつぎがわ）と呼ばれていた。天正14年12月12日（1587年1月20日）には、この付近の河原で、島津家久が率いる島津勢と長宗我部元親・信親親子、仙石秀久、大友義統らが率いる豊臣勢の間で戸次川の戦いが起きた。

### 近世
江戸時代に入ると豊後国（現在の大分県）には多くの小藩が並立し、大野川は岡藩と臼杵藩の藩境となるとともに、流域に位置する諸藩と海を結ぶ重要な交易路、交通路として賑わった。この時期の大野川の主要な港としては、岡藩の犬飼港、臼杵藩の吐合港がある。

## 流域の自治体
- 宮崎県
  - 西臼杵郡高千穂町
- 熊本県
  - 阿蘇郡高森町、産山村、阿蘇市
- 大分県
  - 竹田市、豊後大野市、臼杵市、大分市

## 主要な支川
- 玉来川
- 稲葉川
- 緒方川
- 白山川（中津無礼川、奥畑川の総称） - 名水百選に選ばれている
- 奥岳川
- 三重川
- 野津川
- 吉野川 (大分県)
- 判田川

## 主要な派川
- 乙津川

## 主要な橋梁
ギャラリー
- 筒井大橋
- 国道10号白滝橋付近（大分市中判田・中戸次）
- 鶴崎橋
- 日豊線大野川橋梁
- 大在大橋

橋の画像です
上流から下流の順に記す。
- 夏足大橋
- 犬飼大橋（国道57号）
- どんこ大橋（国道57号犬飼バイパス）
- 筒井大橋
- 大南大橋（大分県道622号弓立上戸次線）[3]
- 白滝橋（国道10号）
- 船本橋（船本大橋）
- 大野川新橋（松岡大橋）（国道197号大分南バイパス）
- 松岡水管橋
- 高速大野川橋梁（東九州自動車道）
- 川添橋
- 鶴崎橋（国道197号・国道217号）
- 日豊線大野川橋梁
- 大在大橋（大分県道22号大在大分港線）
- 大野川鶴崎水管橋

## ダム・堰堤
上流から下流の順に記す。

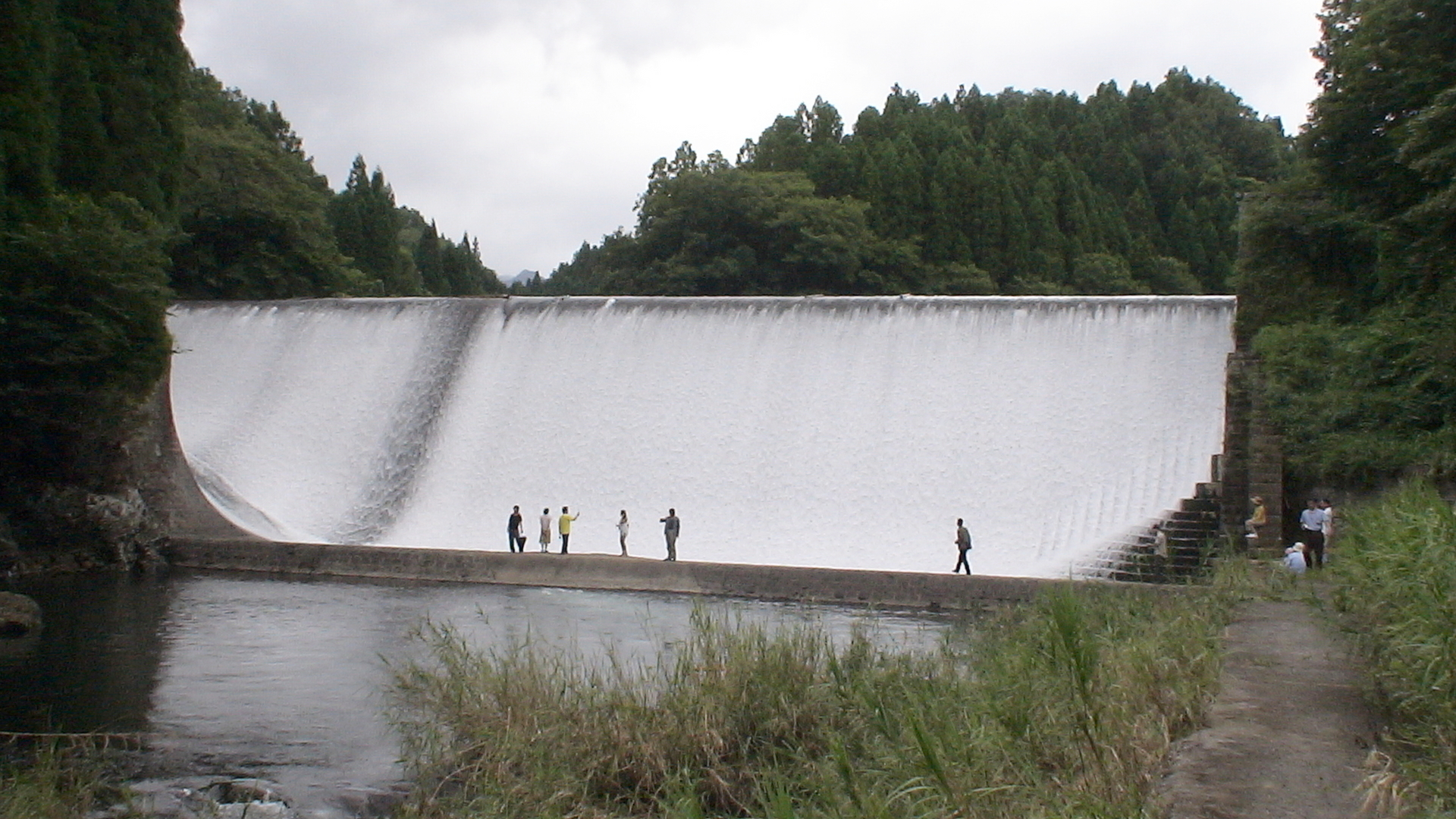
白水溜池堰堤（白水ダム）

- 白水溜池堰堤（白水ダム） - 国の重要文化財
- 竹田調整池堰（魚住ダム）
- 百枝取水堰（川辺ダム、百枝ダム）

## 大野川右岸緑地
ギャラリー
- 大野川右岸緑地の桜並木
- 河川標識と桜並木
- 桜並木道のトンネル

ソメイヨシノの画像です
鶴崎橋（国道197号・国道217号）のすぐ下流にある大野川右岸桜スポットは桜のトンネルの中を歩くことができるソメイヨシノ400本が植えられた桜並木道。

## 流域の文化財・観光地
- 白水の滝 - 国の登録記念物
- 竹田湧水群 - 名水百選

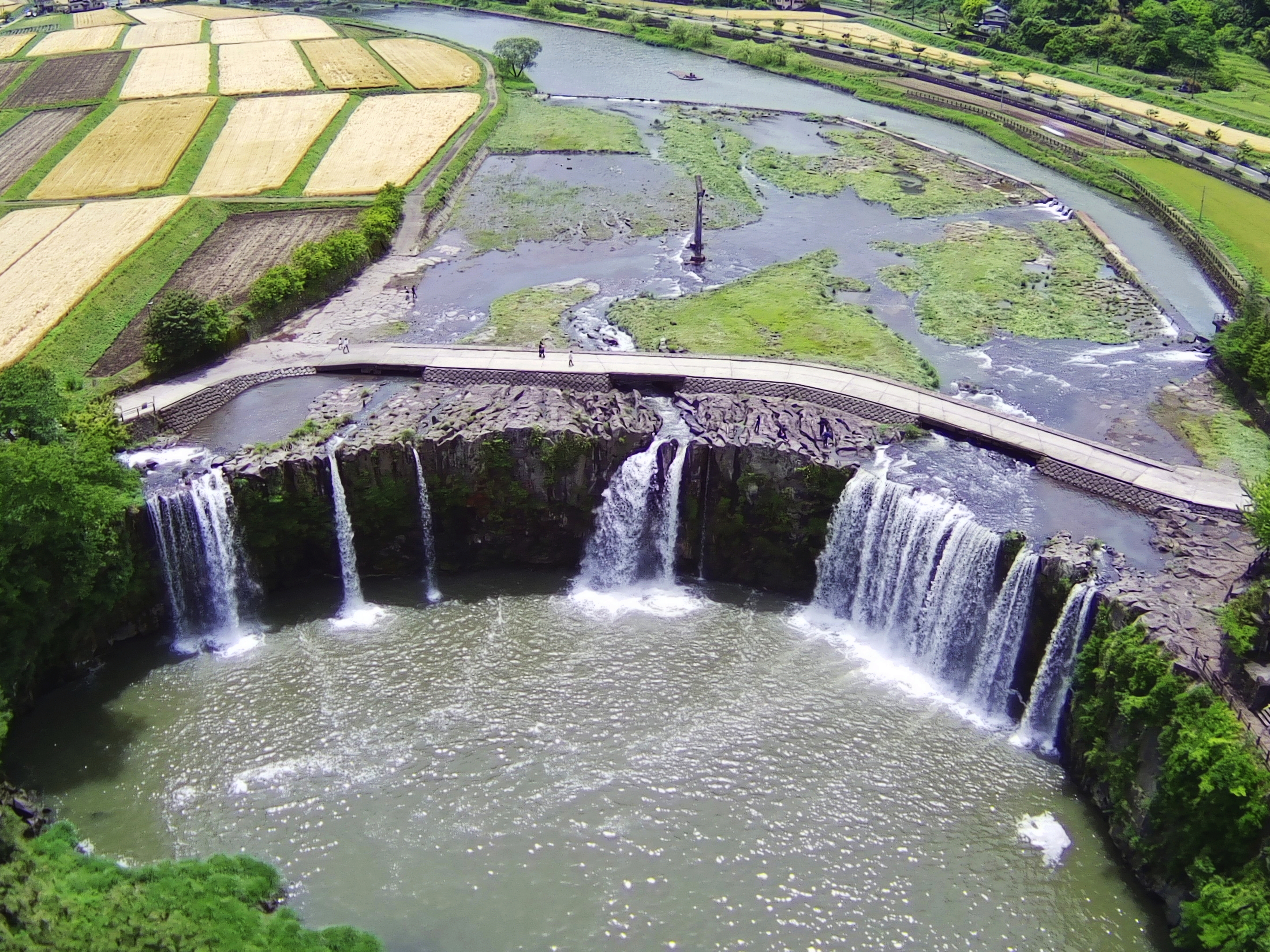
原尻の滝

- 明正井路一号幹線一号橋 - 大野川水系緒方川（門田川）に架かる石造アーチ水路橋。土木学会選奨土木遺産。
- 若宮井路笹無田石拱橋 - 大野川水系笹無田川に架かる石造アーチ水路橋。国の登録有形文化財。
- 魚住の滝 - 日本百景。
- 蝙蝠の滝 - 国の登録記念物。
- 原尻の滝 - 緒方川に架かる滝。日本の滝百選。
  - 道の駅原尻の滝
- 沈堕の滝 - 国の登録記念物。
- 岩戸遺跡 - 奥岳川との合流点付近にある後期旧石器時代の遺跡。国の史跡。
- 虹澗橋 - 大野川水系三重川に架かる石造アーチ橋。国の重要文化財。
- 明治橋 - 大野川水系野津川に架かる鋼橋。土木学会選奨土木遺産。
- 細長橋
- 犬江釜峡・リバーパーク犬飼
- 戸次川古戦場 - 戸次川の戦いの戦場跡。

## 並行する交通

### 鉄道
- JR九州豊肥本線

### 道路
- 国道10号
- 国道326号
- 国道502号